# میخیلو سکوریلسکی
میخیلو سکوریلسکی (انگلیسی: Mykhailo Skorulskyi; ۲۵ اوت ۱۸۸۷ – ۲۱ فوریهٔ ۱۹۵۰) آهنگساز، و نوازنده پیانو اهل امپراتوری روسیه بود.